# Giovanni Franzoni (Landeshauptmann)
Giovanni Franzoni, genannt Zane, (* 1605 in Cevio; † 12. März 1689 in Locarno) war ein Schweizer Dolmetscher und Landeshauptmann und Abgeordneter des Maggiatals.

## Leben
Giovanni Franzoni war Sohn des Baldassarre Franzoni. Er heiratete Veronica geborene Franzoni, Tochter des Giovanni Antonio, Kanzlers des Maggiatals, Ritters und Graf des lateranischen Hofes. Er war Konsul von Cevio und Generalkapitän der Vallemaggia-Miliz von 1640 bis ca. 1664, Dolmetscher und Schatzmeister im Jahr 1644. Im Jahr 1647 nahm er an den Verhandlungen zur Lösung des langjährigen Problems der Cravairola-Alm (Val di Campo) teil. Er gehörte mehrmals zu den Vertretern der Vallemaggia, insbesondere an der Konferenz in Bironico, wo über die Haltung der Vogteien der XII Kantone im ersten Villmergerkrieg verhandelt wurde. Um 1660 erwarb er das Bürgerrecht von Locarno.